# Oras, Maharashtra

Byns och distriktets läge i Maharashtra.

Oras (alternativt Oros eller Sindhudurg Nagari) är en by i västra Indien och är belägen i delstaten Maharashtra. Den är administrativ huvudort för distriktet Sindhudurg och hade 5 311 invånare vid folkräkningen 2011.